# Then Comes Silence
Then Comes Silence ist eine Post-Punk-Band aus Stockholm in Schweden.

## Geschichte
Mit Gründung von Then Comes Silence im Jahr 2012 veröffentlichte die Musikgruppe ihr erstes Album. Nach diversen Auftritten bei verschiedenen Musikfestivals erschien bereits im darauffolgenden Jahr das zweite Album Then Comes Silence II, gekoppelt an die Singles She Lies in Wait und Can’t Hide. Im Jahr 2015 folgt das dritte Album Nyctophilian - Then Comes Silence III. Im Jahr 2016 schlossen Then Comes Silence einen Vertrag mit dem deutschen Label Nuclear Blast.

## Stil
Die Musik von Then Comes Silence wird als „facettenreiche[r] Goth-Rock mit einem guten Verständnis für zeitgemäßen Post-Punk und Noise“ beschrieben. Als Einflüsse werden von den Musikern DAF und Killing Joke genannt. Rezensenten nennen hinzukommend Beastmilk, Bauhaus und Red Lorry Yellow Lorry als potentielle Einflussfaktoren.
Das musikalische Konzept bestünde aus „treibenden Keyboards, zeitweiligen, leichten Metal-Anklängen und einem zusätzlichen Schuss Shoegaze“, womit Then Comes Silence auch dem Gothic Rock „rund um die Jahrtausendwende“ nahe stünden. Dabei würden „leichte Western-Anklänge in den Gitarrenparts“ auch Einflüssen der Fields of the Nephilim nahelegen. Der Gesang gilt als sporadisch eingesetzt und mit viel Hall versehen.

## Diskografie

### Alben
- 2012: Then Comes Silence (Novoton)
- 2013: Then Comes Silence II (Novoton)
- 2015: Nyctophillian (Novoton)
- 2017: Blood (Nuclear Blast)
- 2020: Machine (Oblivion)
- 2022: Hunger (Nexilis/Schubert)

### Singles
- 2013: Can’t Hide (Novoton)
- 2014: She Lies in Wait (Novoton)
- 2015: Spinning Faster (Novoton)
- 2015: She Loves the Night (Novoton)
- 2015: Animals (Novoton)
- 2016: Strangers (Novoton)
- 2017: The Dead Cry for No One (Nuclear Blast)
- 2017: Strange Kicks (Nuclear Blast)
- 2017: Good Friday (Nuclear Blast)